# Anzomyia chrysomallis
Anzomyia chrysomallis — вид двокрилих комах родини ґедзів (Tabanidae). Описаний у 2012 році.

## Поширення
Ендемік Австралії. Поширений у Новому Південному Уельсі.

## Опис
Тіло темно-коричневого забарвлення, вкрите густими золотистими волосками.